# Igus
igus GmbH – niemiecki producent e-prowadników, kabli, przewodów do aplikacji ruchomych, polimerowych łożysk ślizgowych, liniowych systemów prowadzenia oraz przegubowych łożysk polimerowych.

## Historia
Historia przedsiębiorstwa igus rozpoczyna się 15 października 1964 od Güntera Blase i podwójnego garażu w Kolonii-Mülheim. Przez pierwsze dwadzieścia lat firma dostarczała elementy z polimerów do zastosowań technicznych. W roku 1983 Frank Blase uruchomił własne linie produktów: prowadniki przewodów oraz łożyska polimerowe. Między rokiem 1985 a 2015 firma igus zwiększyła liczbę pracowników z 40 do ponad 2700.
igus używa określenia „trybopolimery”, aby opisać swoje polimery wytwarzane metodą wtryskową. Trybologicznie zoptymalizowane mieszanki materiałów, są odporne na ścieranie, charakteryzują się długą żywotnością i stanowią podstawę wszystkich produktów i systemów firmy igus.

## Zakres działalności
Główne sektory do których dostarczane są produkty igus:
- automatyka przemysłowa
- druk 3D[2]
- przemysł motoryzacyjny
- obrabiarki[3]
- dźwigi[4]
- robotyka[5]
- offshore[6]

## Jakość
Aplikacje o dużej liczbie cykli i dużych prędkościach i przyspieszeniach w trudnych warunkach pracy wymagają testów, sprawdzonych i gwarantowanych systemów kabli, łożysk ślizgowych i systemów liniowych. igus przeprowadza ciągłe testy, ponad 15 000 eksperymentów rocznie w największym w swojej branży laboratorium testowym o powierzchni 1750 m². W roku 2014 w samochodach osobowych zamontowano 200 milionów łożysk ślizgowych firmy igus. Aby zademonstrować wydajność i wytrzymałość polimerowych łożysk ślizgowych zaangażowano w projekt studentów Technische Hochschule Köln i wspólnie przeprowadzono modernizację małego samochodu, aby ostatecznie w 56 miejscach łożyskowania wymienić dotychczas stosowane łożyska na polimerowe przedsiębiorstwa igus i wyruszyć w test wytrzymałościowy dookoła świata.

## Certyfikaty
ISO 9001:2008, ISO 16949:2009, BfR, DIN EN 682, IPA, FDA, ATEX/ESD, TÜV, RoHS 2002/95/EC, RoHS II, DESINA, UL/CSA, GL, INTERBUS, EAC, CTP, CE, CEI, VDE, NFPA, TUV,

## igus sp. z o.o.
igus obecna jest w Polsce od 1997 roku. W 2014 roku otrzymała tytuł Gazeli Biznesu – rankingu najbardziej dynamicznych małych i średnich przedsiębiorstw, z obrotami rocznymi na poziomie 18,6 mln w roku 2013. Produkty przedsiębiorstwa igus były wielokrotnie nagradzane najważniejszą i najbardziej prestiżową nagrodą w branży projektowej – iF product design.